# Castagneto Carducci
Castagneto Carducci település Olaszországban, Toszkána régióban, Livorno megyében. Lakosainak száma 8748 fő (2023. január 1.). Castagneto Carducci Bibbona, Monteverdi Marittimo, San Vincenzo, Sassetta és Suvereto községekkel határos.

## Népesség
A település lakossága az elmúlt években az alábbi módon változott:
| Lakosok száma | 9071 | 9088 | 8748 |
|               | 2017 | 2018 | 2023 |